# Safrol
Safrol hay safrole là một chất lỏng dạng dầu không màu hay có màu vàng nhạt. Thông thường nó được chiết ra từ vỏ rễ hay quả các loại de vàng, re hương trong dạng tinh dầu xá xị, hoặc được tổng hợp từ các hợp chất methylenedioxy liên quan khác. Nó là thành phần cơ bản của tinh dầu long não đỏ, và được tìm thấy với một lượng nhỏ trong nhiều loại cây. Nó có hương vị đặc trưng.
Safrol đã từng dược sử dụng rộng rãi như là một loại phụ gia thực phẩm trong root beer, trà xá xị và nhiều mặt hàng thông thường khác. Tuy nhiên, FDA Hoa Kỳ đã cấm sử dụng safrol sau khi một số nghiên cứu của IARC cho thấy nó là một chất thuộc nhóm có thể gây ung thư 2B. Ngày nay, safrol cũng bị Hiệp hội Chất thơm quốc tế (IFRA) cấm sử dụng trong xà phòng và nước hoa.
Nó cũng là tiền chất để tổng hợp chất hiệp trợ cho thuốc trừ sâu là piperonyl butôxít. Gần đây hơn thì safrol cũng được sử dụng như là tiền chất chính để sản xuất lậu các chất ma túy như MDMA (Ecstasy) và MDEA (Eve). Quy trình tổng hợp tiêu chuẩn để sản xuất MDMA từ safrol là thông qua quá trình đồng phân hóa với sự có mặt của base mạnh để tạo ra isosafrol. Chất này sau đó được oxy hóa thành 3,4-mêtylenedioxy phênyl-2-propanon. Cuối cùng thì nó tham gia phản ứng amin hóa-khử hoặc là với mêtylamin để tạo ra MDMA hoặc là với êtylamin để tạo ra MDEA.
Gần như không thể có được một lượng lớn safrol và/hoặc tinh dầu xá xị mà không có sự cho phép của các cơ quan nhà nước có thẩm quyền, do safrol hiện tại bị nhiều quốc gia liệt kê như là các hóa chất nhóm I (các loại hóa chất dùng để sản xuất các hóa chất chịu sự kiểm soát hay các hóa chất bị cấm). Ngoài ra, safrol còn được liệt kê như là một loại tiền chất trong bảng I của Công ước Liên hợp quốc về phòng chống vận chuyển trái phép các thuốc gây nghiện và các chất hướng thần.